# 桃園市長

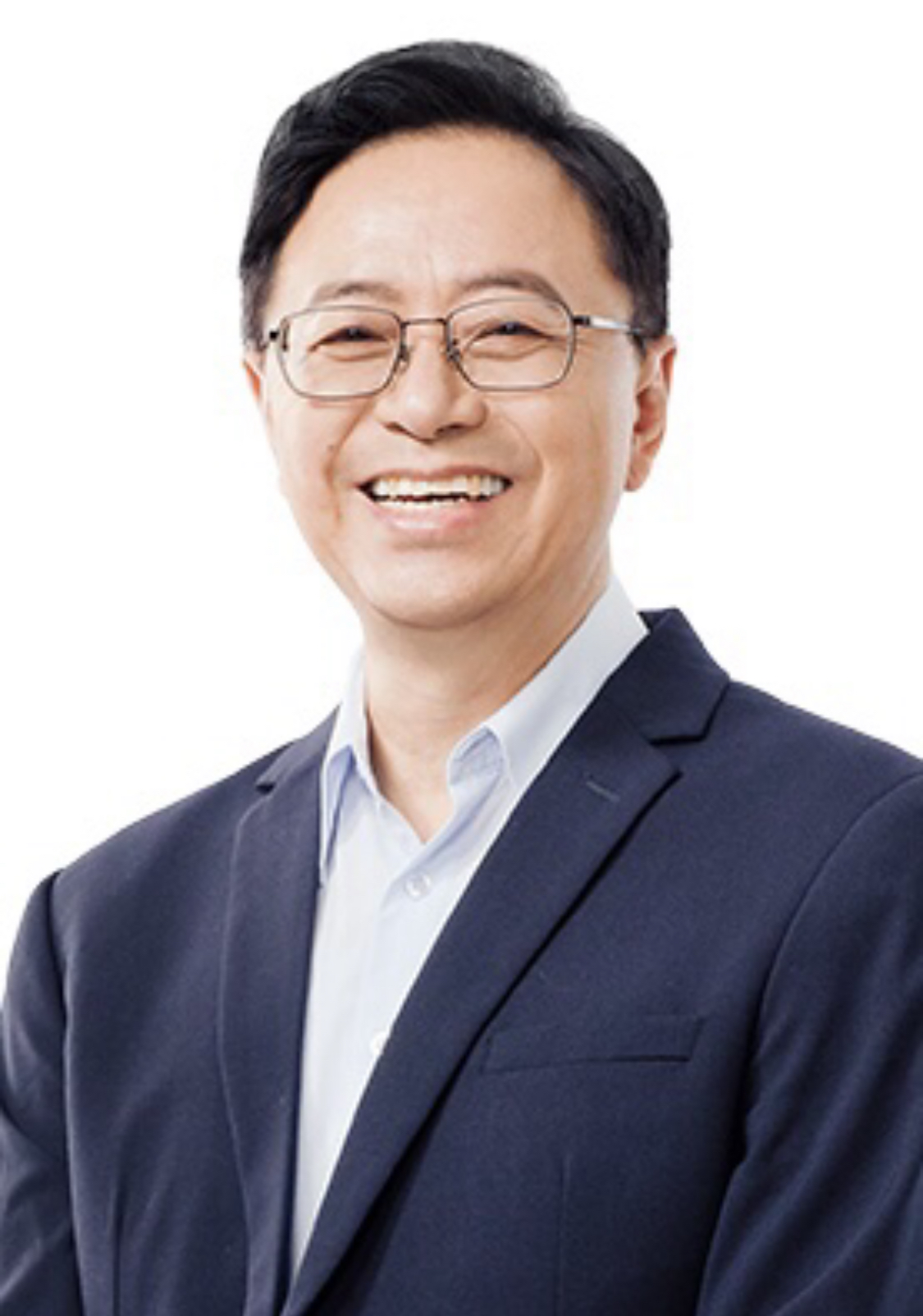
張善政（現職）

桃園市長は、台湾桃園市の市長。なお、直轄市に昇格する前の、桃園県時代の県長についても掲載する。

## 桃園県長
| 代数 | 氏名   | 政党       | 任期                            |
| ---- | ------ | ---------- | ------------------------------- |
| 官派 | 徐言   | 中国国民党 | 1950年10月25日 - 1951年5月1日   |
| 1    | 徐崇徳 | 中国国民党 | 1951年5月1日 - 1954年6月2日     |
| 2    | 徐崇徳 | 中国国民党 | 1954年6月2日 - 1957年6月2日     |
| 3    | 張芳燮 | 中国国民党 | 1957年6月2日 - 1960年6月2日     |
| 4    | 呉鴻麟 | 中国国民党 | 1960年6月2日 - 1964年6月2日     |
| 5    | 陳長寿 | 中国国民党 | 1964年6月2日 - 1968年6月2日     |
| 6    | 許新枝 | 中国国民党 | 1968年6月2日 - 1972年6月2日     |
| 代理 | 李樹猶 | 中国国民党 | 1972年6月2日 - 1973年2月1日     |
| 7    | 呉伯雄 | 中国国民党 | 1973年2月1日 - 1976年12月20日   |
| 代理 | 翁鈐   | 中国国民党 | 1976年12月20日 - 1977年12月20日 |
| 8    | 許信良 | 無所属     | 1977年12月20日 - 1979年7月1日   |
| 代理 | 葉国光 | 中国国民党 | 1979年7月1日 - 1981年12月20日   |
| 9    | 徐鴻志 | 中国国民党 | 1981年12月20日 - 1985年12月20日 |
| 10   | 徐鴻志 | 中国国民党 | 1985年12月20日 - 1989年12月20日 |
| 11   | 劉邦友 | 中国国民党 | 1989年12月20日 - 1993年12月20日 |
| 12   | 劉邦友 | 中国国民党 | 1993年12月20日 - 1996年11月21日 |
| 代理 | 廖本洋 | 中国国民党 | 1996年11月21日 - 1997年3月28日  |
| 補選 | 呂秀蓮 | 民主進歩党 | 1997年3月28日 - 1997年12月20日  |
| 13   | 呂秀蓮 | 民主進歩党 | 1997年12月20日 - 2000年5月20日  |
| 代理 | 許応深 | 民主進歩党 | 2000年5月20日 - 2001年12月20日  |
| 14   | 朱立倫 | 中国国民党 | 2001年12月20日 - 2005年12月20日 |
| 15   | 朱立倫 | 中国国民党 | 2005年12月20日 - 2009年9月10日  |
| 代理 | 黄敏恭 | 中国国民党 | 2009年9月10日 - 2009年12月20日  |
| 16   | 呉志揚 | 中国国民党 | 2009年12月20日 - 2014年12月25日 |

## 桃園市長
| 代数 | 氏名   | 政党       | 就任           | 退任           |
| ---- | ------ | ---------- | -------------- | -------------- |
| 1    | 鄭文燦 | 民主進歩党 | 2014年12月25日 | 2018年12月25日 |
| 2    | 鄭文燦 | 民主進歩党 | 2018年12月25日 | 2022年12月25日 |
| 3    | 張善政 | 中国国民党 | 2022年12月25日 | 現職           |

## 参考資料
1. ↑  桃園開発大事紀，桃園県政府文化局
2. ↑  “台湾・桃園市長選、民進党籍の現職が再選 統一地方選”. フォーカス台湾. (2018年11月25日) 2018年12月26日閲覧。
3. ↑  “2022九合一選舉》縣市長一次看！公投投什麼？確診可以投票嗎？”.   天下雜誌. 2022年12月26日閲覧。